# Василь Лепикаш
Василь Лепикаш (1887, Велика Бубнівка, Проскурівський повіт — 1920, Сімферополь) — художник, професор, розстріляний більшовицькими бандами в Сімферополі за вказівкою Розалії Землячки.

## Життєпис
Народився в родині Автонома Лепикаша. Мати походила з родини Лисюків. Землі у батьків було мало, тому батько займався ще й рибальством. Народився Василь в Великій Бубнівці, де ходив і до школи. Хист до малювання появився з 10 років. Тоді ж Василь почав малювати все, що бачив в своєму оточенні. Малюнки Василя побачила Ядвига Іодко, дружина Івана Іодко — поміщика Великої Бубнівки. Пані Іодко та її донька була освіченою маляркою, тому вона зацікавилася роботами Василя. Коли Василеві було 12 років пані Ядвига виставула малюнки Василя на виставці у Вінниці, там же знаходився і сам Василь. За свої роботи він отримав медаль, а пан Іодко погодився фінансувати його навчання в малярській школі у Вільно. Через рік перевели його в таку ж школу в Києві, а ще пізніше в Одесу.
В 1907 році молодший брат — Григорій(Каленик) за сприяння двоюрідного брата Лисюка попав в нелегальну партію соціалістів-революціонерів, які займалися підпаленням панських маєтків. За підпал маєтку Іодків, які підтримували Василя, родина розірвала з Калеником стосунки, а він змінив прізвище на Лисюк. Після того як Григорія (Каленика) як і інших революціонерів забрали в тюрму, пан Іодко відмовився підтримувати фінансово Василя і йому довелося багато працювати, щоб мати змогу закінчити школу малярства. В ці часи допомагали йому Микола Садовський та Опанас Саксаганський.
Після закінчення школи в Одесі, він закінчив з золотою медаллю і відрядженням за кордон Академію Мистецтв в Петербургу. Він побував в Туреччині, Швейцарії, Італії. Повернувшись в Україну він працював в малярських школах в Харкові, а пізніше в Катеринославі.         Автор навчальних посібників: "Отмывка орнамента(отмывка тушью)", Петроград, 1916р;                       "Акварель", Петроград, 1918р, перевидано під назвою " Живопись акварелью", 1961р.
Перед початком Першої світової війни Василь був мобілізований, як запасний офіцер фахового призначення в радіотелеграфі. Він провів на війні три роки і революція застала його на румунському фронті. В той час він вирішив відпочити в Криму, де був насильно мобілізований білогвардійцями. Він не подався за кордон, як більшість білогвардійців, а залишився в Сімферополі, де був захоплений більшовиками і розстріляний.

## Сім'я
- Брат — Лепікаш Григорій Автономович (Каленик Лисюк)
- Брат — Лепікаш Іларіон Автономович
- Брат  - Лепікаш Іван Автономович
- Брат  - Лепікаш Мойсей Автономович
- Брат  - Лепікаш Петро Автономович
- Сестра  - Лепікаш Юстина Автономівна
- Сестра  - Лепікаш Анастасія Автономівна
- Сестра - Лепікаш Меланія Автономівна